# Ochimos
Ochimos (gr. Ὄχιμος Ochimos, łac. Ochimus) – w mitologii greckiej król wyspy Rodos. Uchodził za najstarszego syna boga Heliosa i nimfyRode, wnuk Posejdona. Poślubił nimfę Hegetorię i miał z nią córkę Kydippe.
Ochimos, podobnie jak bracia Heliadzi został obdarzony przez ojca wiedzą astrologiczną, którą dzielił się z ludem wyspy Rodos i wprowadził wiele udogodnień dla żeglarzy. Razem podzielili dzień na godziny. Jego czterej bracia, Makareus, Kandalos, Aktis i Triopas, zazdrośni o mądrość Tenagesa zamordowali go i zbiegli z Rodos w różne strony. Ochimos był najstarszym z braci i nie brał udziału w morderstwie, pozostał na Rodos razem z bratem Kerkafosem i objął władzę i panował nad wyspą. Poślubił nimfę Hegetorię, która urodziła mu córkę Kydippę znaną też jako Kyrbia. Kydippe została żoną swego wuja Kerkafosa, który dziedziczył po swym bracie i panował po nim na wyspie.

## W kulturze
- Diodor Sycylijski, Library of History
- Strabon, Geografia
- Plutarch, Quaestiones Graecae
- Pauzaniasz, Graeciae Descriptio